# El Añil, Sinaloa
El Añil är en ort i Mexiko.   Den ligger i kommunen Ahome och delstaten Sinaloa, i den västra delen av landet, 1 300 km nordväst om huvudstaden Mexico City. El Añil ligger 19 meter över havet och antalet invånare är 310.
Terrängen runt El Añil är platt söderut, men norrut är den kuperad. Terrängen runt El Añil sluttar söderut. Runt El Añil är det ganska tätbefolkat, med 83 invånare per kvadratkilometer. Närmaste större samhälle är Los Mochis, 18,9 km söder om El Añil. Trakten runt El Añil består till största delen av jordbruksmark.